# Nachal Menachem
Nachal Menachem (hebrejsky נחל מנחם) je vádí v jižním Izraeli, na pomezí severovýchodního okraje Negevské pouště a Judské pouště.
Začíná v nadmořské výšce necelých 500 metrů v kopcovité neosídlené pouštní krajině, cca 2 kilometry severovýchodně od města Arad. Směřuje pak k východu, přičemž se zařezává do okolního terénu. Z jihu míjí horu Har Menachem. Pak se stáčí k jihovýchodu a prudce klesá do příkopové propadliny Mrtvého moře. Zhruba 6 kilometrů jihojihozápadně od starověké pevnosti Masada ústí zleva do vádí Nachal Kidod, které jeho vody odvádí do vádí Nachal Rachaf a do Mrtvého moře.